# Écordal
Écordal é uma comuna francesa na região administrativa de Grande Leste, no departamento Ardenas. Estende-se por uma área de 12,59 km². Em 2010 a comuna tinha 328 habitantes (densidade: 26,1 hab./km²).